# ローモンド湖
ローモンド湖（Loch Lomond, スコットランド・ゲール語：Loch Laomainn）は、スコットランド・ローランド西部、ハイランド南部に位置するロッホ（湖）。 

## 概要

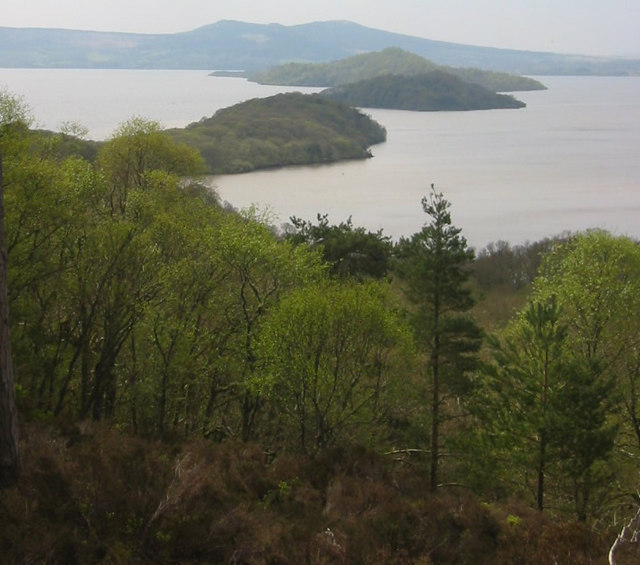
湖上の島

かつてのスターリングシャーとダンバートンシャーの境界線であり、現在の行政区画ではスターリング、アーガイル・ビュート、ウェスト・ダンバートンシャーが湖に接し、南岸はグラスゴーから23キロ北に位置する。
淡水湖であり、長さは39キロ、幅は8キロである。表面積は全てのスコットランドの湖沼のうち最大で、貯水量はグレートブリテン島でネス湖に次いで2位である（イギリス最大の湖は北アイルランドのネイ湖）。湖は国定公園の一部となっている。
標高974メートルの山ベン・ローモンドが東岸にそびえる。
湖上にはいくつかの小島が浮かぶ。最大の島はイギリス最大の湖中島でもあるインチマーリン島。テイ湖のように、先史時代に作られた人工島がいくつかある。
現在、湖は南西岸にあるロッホ・ローモンド・ゴルフ・クラブで有名である。スコティッシュ・オープンなどの国際大会の会場となっている。湖岸の町バロッホからクルーズを楽しむこともできる。
1976年1月、ローモンド湖はラムサール条約登録地となった。2002年に国立公園の「ローモンド湖とザ・トロサックス国立公園」（Loch Lomond and The Trossachs National Park）の一部として登録された。

## 民謡

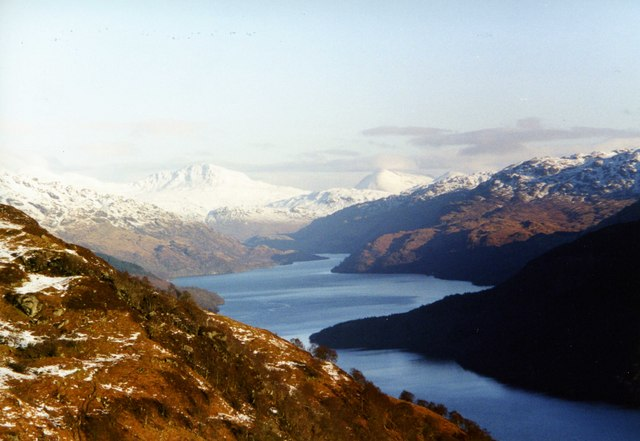
Loch Lomond from just below Beinn Dubh and Creag an t-Seilich

湖は、1841年頃に初めて発表された歌謡『ボニー・バンクス・オー・ロッホ・ローモンド（The Bonnie Banks o' Loch Lomond）』で知られる。歌詞は以下の通りである。
Oh, ye'll tak' the high road, and I'll tak' the low road,
And I'll be in Scotland afore ye;
But me and my true love will never meet again
On the bonnie, bonnie banks o' Loch Lomond.
歌は何年も多くの演奏者に録音されてきた。原作者は不明で、敵に捕まって死を待つスコットランド兵が書いたものだと広く信じられてきた。彼はこの歌を故郷への最後の手紙として書き、美しい故郷をどれほど恋しく思っているかを描いた。また、1745年のジャコバイト反乱でイングランド軍に捕らえられたスコットランド兵が、釈放されてスコットランドへ戻る道すがらにこの歌を書いたという説もある。"low road"とは、誰かがふるさとから離れて亡くなると、妖精たちが彼の魂を家に戻すために地下にトンネルを掘るというケルトの伝承を表している。
日本では1970年にNHKの『みんなのうた』で『水辺の春』というタイトルで紹介、片岡輝が訳詞を担当した。

## 参照
1. ↑  ダニエル・スミス『絶対に見られない世界の秘宝99』日経ナショナルジオグラフィック社、2015年、28頁。ISBN 978-4-86313-324-2。
2. ↑  “Loch Lomond | Ramsar Sites Information Service”. rsis.ramsar.org (2006年1月1日). 2023年3月31日閲覧。
3. ↑  James J. Fuld, The Book of World-Famous Music: Classical, Popular and Folk, p. 336.